# 六田登
六田 登（ろくだ のぼる、1952年〈昭和27年〉7月23日 - ）は、日本の漫画家、同人作家、京都精華大学特任教授。男性。大阪府八尾市出身。

## 来歴
高校時代はアストロ作画会や作画グループで同人活動を行っていた。
1971年、19歳で漫画家を目指し、ヒッチハイクで上京。初めはルポイラストや単行本の企画・構成をする。その後、ろくだのぼ〜る名義で、御厨さと美と共に『小学六年生』（小学館）の読者ページ『ハロー6ワイドショー』にて活躍。
1978年、『最終テスト』が第1回小学館新人コミック大賞佳作となり、漫画家としてデビューした。その後は『週刊少年サンデー』などで『ダッシュ勝平』や『その名もあがろう』などの少年向けギャグ漫画を発表。
1985年にはサスペンスものの『風炎』を『ビッグコミックスピリッツ』に発表し、これ以降は青年誌に活動の場を移して本格ストーリー漫画を描くようになった。
代表作は、『ダッシュ勝平』、『F―エフ―』、『ICHIGO 二都物語』、『歌麿』など。40年のキャリアを持つベテラン漫画家であるが、現在も精力的に活動を行っている。作品は、これでもかこれでもかと不幸に見舞われ、追い詰められていく主人公の必死の心を描くことを主眼とするものが多い。なお、漫画以外に絵本も執筆したことがある。
1991年に『F―エフ―』で第36回小学館漫画賞を受賞。

## 略歴
- 1952年（昭和27年） - 大阪府八尾市に生まれる。
- 1978年（昭和53年） - 『最終テスト』によりデビュー。
- 1979年（昭和54年） - 『ダッシュ勝平』の連載を開始。
- 1981年（昭和56年） - 『ダッシュ勝平』がアニメ化。製作はタツノコプロ、フジテレビ系で放送。
- 1985年（昭和60年） - 『F』の連載を開始。
- 1988年（昭和63年） - 『F』がアニメ化。製作はキティフィルム、フジテレビ系で放送。
- 1991年（平成3年） - 第36回小学館漫画賞を受賞（『F』）。
- 2002年（平成14年）- 『F REGENERATION 瑠璃』の連載を開始。
- 2009年（平成21年） - 『F FINAL』の連載を開始。

## 作品リスト
- あばれ大海 - 『週刊少年サンデー』（1979年22号 - 42号）
- ダッシュ勝平 - 『週刊少年サンデー』（1979年 - 1982年）
- その名もあがろう - 『週刊少年サンデー』（1983年3・4号 - 33号）
- 陽気なカモメ - 『週刊少年サンデー』（1983年 - 1985年）
- カイの旅立ち - 『小学六年生』（1983年4月号[8] ‐ 1985年3月号[9]。全3巻）
- 僚平新事情（1985年、ビッグコミックス（小学館）。全2巻）
- ユウコ1/3 - 『小学六年生』（1985年）
- 風炎 - 『ビッグコミックスピリッツ』（1985年）
- F―エフ― - 『ビッグコミックスピリッツ』（1986年 - 1992年）
  - F REGENERATION 瑠璃 - 『週刊オートスポーツ』（2003年 - 2006年）
  - F FINAL - 『ベストカー』『ケータイ★まんが王国』同時連載（2009年 - 2011年）
- TWIN - 『少年ビッグコミック』（1986年 - 1987年）→『ヤングサンデー』（1987年 - 2000年）
- ICHIGO 二都物語 - 『ヤングサンデー』（1990年 - 1994年）
  - 2014年、『ICHIGO 梅川一期 ある連続殺人者の生涯』と改名してKindle版をゴマブックスから発売。
- かぼちゃ白書（1990年、ビッグコミックス。ISBN 409182241X）
- バロン - 『週刊少年サンデー』（1991年 - 1993年）
- 海が鳴く時 - 『ビッグコミック』（1993年、ビッグコミックス。ISBN 4091837212）
- ヤングマン（1993年 - 1995年、ビッグコミックス。全8巻）
- パブロフの犬ども - 『ミスターマガジン』（1994年。全1巻）
- カメ 亀頭万太郎と俺物語 - 『ヤングサンデー』（1995年 - 1996年。全3巻）
- SKY（1996年、ビッグコミックススペシャル（小学館）。ISBN 4091837220）
- じゃりけん―日本国子供憲法（まどかれい子との共著。1996年、ビッグ・コロタン（小学館）。ISBN 4092590725）
- 獅子の王国 - 『ビッグコミック』（1996年 - 1997年、ビッグコミックス。全3巻）
- 星々の宴（1997年、ビッグコミックス。ISBN 4091845118）
- 六田登短編集（1997年、近代麻雀コミックス（竹書房）。ISBN 481245137X）
- 歓びの日々（1997年 - 1998年、ビッグコミックス。全2巻）
- RETURN（1997年、アクションコミックス（双葉社）。全3巻）
- シネマ（1998年 - 1999年、ビッグコミックス。全4巻）
- たかこ（野田周との共著。1998年、メディアファクトリー。ISBN 4889917047）
- 歌麿（1998年 - 2000年、アクションコミックス。全6巻）
- 親愛なるMへ - 『MANGAオールマン』（1998年 - 1999年。全3巻）
- CURA（2000年 - 、アクションコミックス。全3巻）
- 千億の蟲（2000年 - 2001年、SCオールマン。全4巻）
- コミック版プロジェクトX挑戦者たち（NHKプロジェクトX制作班原作。宙出版）
  - 各巻別の漫画家が作画を担当しており、六田登が執筆しているのは以下の2作。
    - 執念が生んだ新幹線（2001年）
    - つっぱり生徒と泣き虫先生（2003年）
- BOX（2002年 - ?、SCオールマン。全3巻）
- 眠り玉三郎 - 『近代麻雀ゴールド』（2001年 - 2003年。全3巻）
- 頼むから静かにしてくれ - 『モーニング』（2003年 - 2004年。全3巻）
- ガノン―十力暗殺剣― - 『コミック乱』（桜井和生原作。2003年 - 2004年、SPコミックス（リイド社）。全2巻）
- ライオンは眠らない（2005年 - 2006年、てんとう虫コミックススペシャル（小学館）。全1巻）
- クマトラ クレイジートラックストーリー - 『週刊漫画ゴラク』（2005年 - 2007年。全5巻）
- ビリー・ザ・キッド 21枚のALBUM（2008年 - 、ケータイ★まんが王国連載（Bbmfマガジン）。全3巻）
- 週刊マンガ日本史（朝日新聞出版）
  - 第28号『杉田玄白』（2010年）
- 週刊マンガ世界の偉人（朝日新聞出版）
  - 第20号『アイルトン・セナ』（2012年）
  - 第69号『葛飾北斎』（2013年）
- 世界は二人のために、二人は世界のために（2013年、幻冬舎）

### 絵本
- 北見からの手紙（1996年、おひさまのほん（小学館）。ISBN 4-09-727405-8）
- パパイヤネドコデネンネ（1996年、おひさまのほん。ISBN 4-09-727431-7）

### 小説
- 手紙―Exchanges of 12 letters（1997年、竹書房。ISBN 4-8124-0321-9）

## アシスタント
- なんきん[10]
- 渡辺潤[11]
- 落合尚之[12]